# FC Zwarte Leeuw Vilvoorde
FC Zwarte Leeuw Vilvoorde was een Belgische voetbalclub uit Vilvoorde. De club was aangesloten bij de KBVB met stamnummer 306. De club speelde in haar bestaan een aantal seizoenen in de nationale reeksen.

## Geschiedenis
Voor de Eerste Wereldoorlog was in Vilvoorde al voetbalclub Vilvorde FC opgericht en aangesloten bij de Belgische Voetbalbond. In 1923 werd een tweede club opgericht, FC Zwarte Leeuw Vilvoorde, dat zich eveneens bij de Voetbalbond aansloot. De club ging er spelen in de regionale reeksen. Bij de invoering van de stamnummers in 1926 kreeg men nummer 306 toegekend.
FC Zwarte Leeuw Vilvoorde klom gestaag op en bereikte in 1927 voor het eerst de nationale bevorderingsreeksen, in die tijd het derde niveau. De club trof er de oudere gemeentegenoot Vilvorde FC aan, dat vijf jaar eerder al voor het eerst de nationale reeksen had bereikt. Men kon zich vlot handhaven in dat eerste seizoen, waarin gemeentegenoot Vilvorde FC reekswinnaar werd en promoveerde. Zwarte Leeuw bleef de volgende seizoenen in Bevordering, waar het in 1930 opnieuw het gezelschap kreeg van het gedegradeerde Vilvorde FC.
De beide Vilvoordse clubs bleven in dezelfde reeks spelen tot Zwarte Leeuw Vilvoorde in 1933 op een voorlaatste plaats eindigde. Na zes jaar verdween de club zo weer uit de nationale reeksen. In 1936 kon men nog eens terugkeren in Bevordering, maar dit werd geen succes. Zwarte Leeuw Vilvoorde strandde op een laatste plaats en degradeerde na een seizoen weer, terwijl gemeentegenoot Vilvorde FC eerste werd in diezelfde reeks en promoveerde. Zwarte Leeuw kon niet meer terugkeren op het nationale niveau. Kort na de Tweede Wereldoorlog, in de zomer van 1947, staakte Zwarte Leeuw Vilvoorde de activiteiten en begin 1948 werd de club definitief geschrapt.

## Resultaten
| 1923/24 |   |    |     | 7    |       | Derde Prov. Brab.                         | 29                                        |                                           |                                           |                                           |                                           |
| 1924/25 |   |    |     | 1    |       | Derde Prov. Brab.                         | 24                                        | Tweede in eindronde met 14 punten         |                                           |                                           |                                           |
| 1925/26 |   |    | 3   |      |       | Tweede Prov. Brab.                        | 24                                        |                                           |                                           |                                           |                                           |
|         | I | II | III | P.II | P.III | Vanaf 1926/27 zijn er 3 nationale niveaus | Vanaf 1926/27 zijn er 3 nationale niveaus | Vanaf 1926/27 zijn er 3 nationale niveaus | Vanaf 1926/27 zijn er 3 nationale niveaus | Vanaf 1926/27 zijn er 3 nationale niveaus | Vanaf 1926/27 zijn er 3 nationale niveaus |
| 1926/27 |   |    |     | 1    |       | Tweede Prov. Brab.                        | 33                                        | Eerste in eindronde met 10 punten         |                                           |                                           |                                           |
| 1927/28 |   |    | 8   |      |       | Bevordering B                             | 26                                        |                                           |                                           |                                           |                                           |
| 1928/29 |   |    | 11  |      |       | Bevordering B                             | 21                                        |                                           |                                           |                                           |                                           |
| 1929/30 |   |    | 11  |      |       | Bevordering A                             | 20                                        |                                           |                                           |                                           |                                           |
|         | I | II | III | P.I  | P.II  |                                           |                                           |                                           |                                           |                                           |                                           |
| 1930/31 |   |    | 11  |      |       | Bevordering A                             | 20                                        |                                           |                                           |                                           |                                           |
| 1931/32 |   |    | 10  |      |       | Bevordering C                             | 24                                        |                                           |                                           |                                           |                                           |
| 1932/33 |   |    | 13  |      |       | Bevordering B                             | 10                                        |                                           |                                           |                                           |                                           |
| 1933/34 |   |    |     | 10   |       | Eerste Prov. Brab.                        | 24                                        |                                           |                                           |                                           |                                           |
| 1934/35 |   |    |     | 3    |       | Eerste Prov. Brab.                        | 31                                        |                                           |                                           |                                           |                                           |
| 1935/36 |   |    |     | 2    |       | Eerste Prov. Brab.                        | 37                                        |                                           |                                           |                                           |                                           |
| 1936/37 |   |    | 14  |      |       | Bevordering C                             | 14                                        |                                           |                                           |                                           |                                           |
| 1937/38 |   |    |     | 13   |       | Eerste Prov. Brab.                        | 19                                        |                                           |                                           |                                           |                                           |
| 1938/39 |   |    |     |      | 8     | Tweede Prov. Brab.                        | 27                                        |                                           |                                           |                                           |                                           |
| 1939/40 |   |    |     |      | 7     | Tweede Prov. Brab.                        | 10                                        |                                           |                                           |                                           |                                           |